# چارلی کریستینا مارتین
چارلی کریستینا مارتین (به انگلیسی: Charlie Christina Martin) (زاده ۲۴ اوت ۱۹۸۱) راننده اتومبیل‌رانی انگلیسی است.
او یک زن ترنس است.